# Tangry
Tangry település Franciaországban, Pas-de-Calais megyében. Lakosainak száma 264 fő (2022. január 1.). Tangry Pressy, Bours, Hestrus, Huclier, Sains-lès-Pernes és Valhuon községekkel határos.

## Népesség
A település népessége az elmúlt években az alábbi módon változott:
| Lakosok száma | 228  | 238  | 244  | 252  | 264  | 269  | 267  | 266  | 264  |
|               | 2013 | 2015 | 2016 | 2017 | 2018 | 2019 | 2020 | 2021 | 2022 |